# Nyomásmagasság

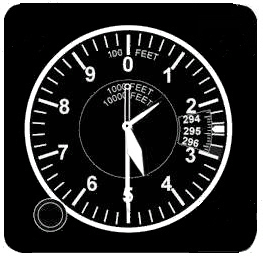
Magasságmérő műszer.

A repülésben igen fontos szerepe van a magasságbeli elkülönítés fogalmának. Nagy sebességnél, illetve éjszaka vagy rossz látási viszonyok mellett, röviden „műszeres repülési körülmények között” különösen nagy szükség van egy repülőgépenként azonosan meghatározott viszonyszámra, amelyhez minden – az adott körzetben lévő – repülőgép alkalmazkodik. Ez a nyomásmagasság. 

## Nyomásváltozás
A helyileg mért légnyomás a magassággal – ahogy egyre feljebb haladunk – arányosan csökken, mivel egyre kisebb levegőoszlop nehezedik az alatta lévő felületre. Ez a törvényszerűség adja a barometrikus magasságmérés alapját. A csökkenés mértéke nem állandó, mivel egyre ritkább és egyre hidegebb a levegő a felsőbb rétegekben. A légnyomás talajszinten mérhető kiinduló értéke pedig folyamatosan változik az aktuális időjárásnak megfelelően. Mivel a skála nullpontja gyakorlatilag szünet nélkül vándorol, emiatt szükség van egy szabványos eljárásmód használatára a repülésben.

## Műszertan

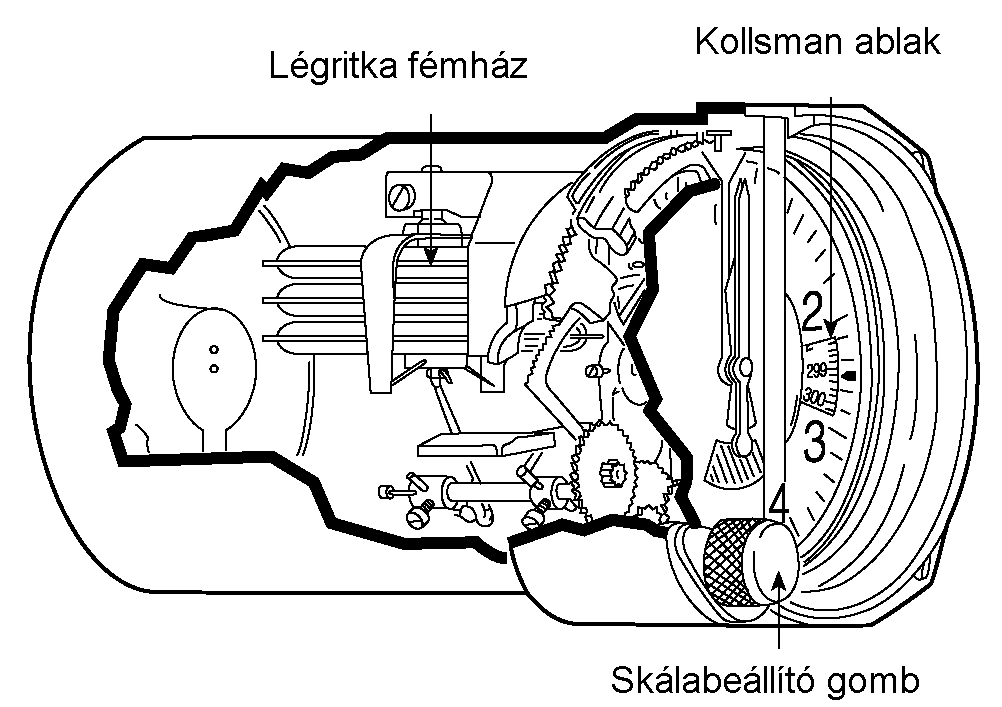
Szelencés magasságmérő műszer elvi vázlata.

A nyomásmagasság használatával kapcsolatos eljárások megismeréséhez egy picit ki kell térni a műszertan idevonatkozó tételeihez. Egy szelencés kivitelű magasságmérő – a példa kedvéért igen leegyszerűsítve – a következők szerint működik: A műszer tartalmaz egy zárt szelencét, amely a benne tárolt nyomás és a hozzávezetett külső nyomás kölcsönhatásának eredményeként tágulni és összehúzódni képes. Ha ehhez a szelencéhez egy skálát és mutatót társítunk, leolvasható a nyomásváltozás mértéke. Ha tágul a szelence (a külső nyomás csökken, azaz emelkedünk) az nyomja a mutatót forgató áttételt, tehát a műszer egyre többet mutat, a jelenség fordítottja pedig a negatív irányban lesz szintén észlelhető. Mint ahogy a súlymérlegek esetében szükség van a skála nullázására a mérés előtt, ebben az esetben is kell egy biztos vonatkoztatási pont, amihez képest a mérést végezzük. A repülésben használt magasságmérők beállíthatók az aktuális légnyomás értékére, vagy a későbbiekben tárgyalt egyezményes légnyomásértékre is. A kulcskérdés a szelencében tárolt nyomás azonosságában rejlik, amely ha minden egyes magasságmérőre jellemző, és emellett a műszer helyesen van kalibrálva, megoldottá válik, hogy azonos külső légnyomáson, azonos magasságon, azonos értéket mutat az összes műszer. Belátható, hogyha a magasságmérőt a tengerszinten kalibrálják a standard légnyomásra – amely 1013,25 hPa – és így mutat nullát a mutató, már egy kis időjárás változás esetén is eltérést fog mutatni a műszer, mivel a légnyomás értéke nemcsak a fölötte lévő levegőoszlop súlyától függ, hanem az időjárástól is. Ha pedig a műszert elviszik egy magasabb területen fekvő repülőtérre, máris az adott terület tengerszinthez viszonyított magassága is leolvasható róla, ez lesz az ottani helyi kiinduló magasság. Ezen jelenségek kezelhetőségére minden magasságmérő műszer egy nyomás-skála segítségével manuálisan is befolyásolható, ez a gyakorlatban egy külső forgatógombot jelent, amellyel a műszer mutatója nullázható, vagy ami még fontosabb, egy adott nyomásértékhez beállítható. Ha tehát a műszerben a standard légnyomáshoz (QNE) kalibrált szelence van, egyszerűen megtudható például egy repülőtér tengerszinthez viszonyított magassága (QFE). Ehhez nem kell mást tenni, mint a talajon álló repülőgépben az ‑ éppen ismert és aktuális ‑ tengerszintre átszámított légnyomásértékre (QNH) beállítani a magasságmérő műszert. Ekkor a mutató pontosan azt a magasságot fogja mutatni, amennyivel magasabban van a repülőtér a tengerszinthez képest. Ebből egyenesen következik, hogyha a helyi légnyomás nem ismert, elég a műszeren a repülőtér magasságát (QFE) beállítani, és a nyomás-skáláról máris leolvasható az aktuális tengerszintre számított helyi légnyomás (QNH) értéke. Minderre azért van szükség, mert az aktuális talaj feletti magasság a repülési navigáció során a legtöbb esetben irreleváns fogalom, mivel a domborzatnak megfelelően ez folyamatosan (és gyorsan) változó értéket mutatna, miközben a repülőgép, ereszkedés és emelkedés nélkül egyenes vonalon halad. A talajmagasság csak a leszálláskor és az akadályok átrepülésekor fontos, de a magasan repülő gép navigációja során erre nincs szükség. A korszerű repülőgépek ezért többféle magasságmérővel vannak felszerelve, amelyeket a pilóta az éppen megoldandó feladatnak megfelelően használ. A talaj feletti magasságot általában rádió-magasságmérővel mérik, amely a hullámok visszaverődésének elve alapján számítja ki a pontos értékeket.

## Q-kódok

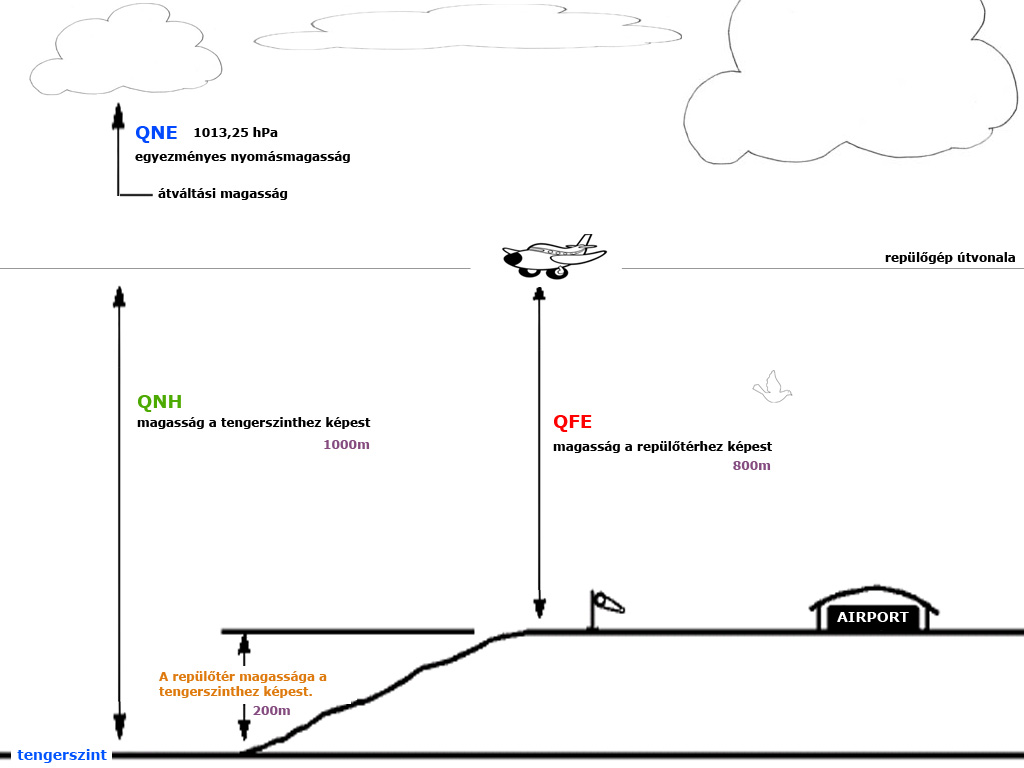
A nyomásértékek használatát szemléltető ábra.

A nyomásértékeket a repülős szakma a Q kódokkal azonosítja. A Q betű az atmoszferikus nyomást mint fogalmat takarja. Amikor például a tengerszint feletti magassághoz viszonyított aktuális légnyomást használjuk, a QNH kifejezés használatos. A rövidítés feloldására sok verzió látott napvilágot, mivel a Q betű csak mint kód szerepel. Többek között elfogadott a „Quoted vagy Quantified Nominal Height” vagy a „Q. Nautical Height”, de a növendékek a „Question Not Here” kifejezést is használják, utalva ezzel arra, hogy a QNH érték nem a helyben használatos QFE értéket jelenti. Az utóbbi jelentése a Q. Field Elevation, azaz a reptér-magasság. A QNH értékét általában országosan adja meg a meteorológiai szolgálat, vagy a repülőtéri tájékoztató szolgálat (AFIS, ATIS). Az ország területén, átváltási magasság alatti útvonalon repülő összes gép pilótája erre állítja a magasságmérőjét, amire a repülésirányító folyamatosan utasítást is ad, és jelzi ha változás állna be a légnyomásban. Így minden gépben ugyanazt fogja jelenteni például az 500 láb magasság, függetlenül attól, hogy egy alacsonyan fekvő, vagy egy magasabban fekvő repülőtérről kezdte is meg a repülést. Ha mindenki nullára állítaná a magasságmérőt a talajon állva, gépenként csak számszerűleg eltérő értékeket kapnánk, amikor később egy útvonalon találkoznak. Ha például egy 100 láb magasan fekvő repülőtéren a magasságmérőt nullázva indul egy pilóta, és egy 200 láb magasan lévő reptérről ugyanezt teszi egy kollégája, katasztrófához vezethet egy olyan elkülönítési eljárás, amikor az irányító az első gépnek 400 láb magasságot ír elő, míg a másodiknak 300-at. Az irányító szerint megvan a száz láb eltérés, holott a valóságban pontosan azonos magasságon repül a két gép. Nyilván ez egy egyszerűsített példa, de a lényeg megértéséhez elegendő. Olyan közös nevezőt kell tehát találni az egyes gépek számára, amely az adott körzetben repülő összes gép pilótájának egyértelmű. Ez az aktuális tengerszintre átszámított légnyomás értéke, amely minden ott tartózkodó gépet „körülvesz”. A mérőállomásokon helyileg mért légnyomást a földrajzi magasság ismeretében kell átszámítani a tengerszintre jellemző légnyomásra. Ezt átlagosan fél órás időközökkel elvégzi a repülésirányító szolgálat és az egész ország légterére érvényesen használja. Ha a magasságmérő nyomás-skáláját erre állítja minden pilóta, máris egységes rendszer szerint repülnek, és ebben az esetben a 300 és 400 láb magassági kijelzés mögött valóban 100 láb tényleges különbség adódik majd. Ezeken kívül a domborzat magasságát is a tengerszintre átszámítva adják meg a térképeken, tehát a QNH szerinti magasságot használva a pilóta ismeri a tengerszint feletti magasságát és ezzel biztonsággal kerülheti el a magas hegyeket is.
- QFE – A repülőtér saját tengerszint feletti magasságához igazított helyi légnyomás
- QNH – Tengerszintre átszámított helyi légnyomás
- QNE – Nemzetközi egyezményes standard magassági légnyomás

## Átszámítás
Az értékek átszámítása egymás között meglehetősen összetett művelet, mivel a domborzat magasságán és az aktuális időjárási helyzeten túl a külső hőmérsékletet is figyelembe kell venni. A pontosság megőrzése érdekében nem elhanyagolható az tény sem, hogy a változás mértéke nem állandó az emelkedés során. Létezik viszont egy közelítő eredményt adó módszer is, ami egyszerűségénél fogva kiválóan alkalmas a lényeg megértéséhez és a hozzávetőleges értékek kiszámításához. E módszer szerint kb. 27 lábanként csökken illetve emelkedik 1 hPa -t a mérhető légnyomás értéke. Ha tehát az irányító szolgálat megadja, hogy a tengerszintre számított légnyomás 1024 hPa (ez a QNH) és emellett ismert a helyi domborzati magasság láb-ban (mondjuk 555 láb), elég csak a magasság értékét elosztani 27-el (555/27=20.5), majd a kapott értéket kivonni a QNH-ból (1024-20.5=1003.5), és ezzel megkapjuk a helyileg talajszinten mérhető légnyomást (a QFE-t). Természetesen az módszer minden irányban használható, tehát a helyi nyomás és magasság ismeretében számolható a megközelítő QNH érték, illetve ha csak a két nyomásérték áll a rendelkezésünkre, megtudható a domborzati magasság. Nem szabad elfelejteni, hogy ez a módszer csak közelítő értékeket ad, ezért mindenkor az irányítás által közölt adatok a mérvadóak.

## Átváltási magasság
Az előzőek ismeretében a QNH használatával megoldottá vált egy országon belül, vagyis a gyakorlatban: egy azonos nyomású légtéren belül repülő gépek magasságmérőinek közös nevezőre formálása. A további probléma abból adódhat, ha transzkontinentális útvonalakat repülnek a gépek, hiszen ilyenkor a nagy kiterjedésű időjárási változások is eltörpülnek, már nem lehet mindenhol azonosnak tekinteni egy adott térség aktuális légnyomását. A probléma újból előkerült. A megoldás egy egyezményesen elfogadott standard-magassági légnyomás (QNE), amely 1013,25 hPa értékben lett meghatározva. Ezt az előbb ismertetett probléma miatt nem lehetséges minden esetben használni, hiszen nem mindenhol ugyanolyan az idő, tehát nem mindenhol ugyanolyan a légnyomás. A megoldás erre is igen egyszerű: Szükségszerűen létrejött egy magassági elhatárolás, amely alatt mindenkor a térségre jellemző QNH szerint repülnek a gépek, míg fölötte a Standard Légnyomás szerint. Erre elnevezésbeli különbség is van, az átváltási magasság. E két magasság között van az „átváltási réteg”, itt csak folyamatos emelkedés vagy süllyedés a megengedett, mivel itt együtt vannak a kétféle magasságmérő-állítással repülő gépek. Az elkülönítés az irányítók kiemelt felelőssége. Az átváltási magasságot mindenkor az adott repülőtérhez határozzák meg, és állandó marad. E magasság fölött a „Flight Level” a használatos formula, amely az 1013,25 hPa (QNE) szerint, ezer lábban leolvasott magasságmérő értéke, aminek a végéről lehagyják az utolsó két nullát és három számjegyet használnak a megadásához. Ha tehát a gép 17 000 láb magasan repül QNE szerint, a Flight Level értéke: 170, ha pedig 8000 láb a leolvasható érték, a Flight Level: 080 stb. A tízezer láb alatti értékeknél, a szóbeli kommunikációban el szokás hagyni az első nullát is, így a rádiózás során már csak az FL 80 az ilyenkor használatos kifejezés. Az átváltási magasság fölött tehát már nem érvényes a tengerszinthez viszonyított helyi nyomás, hanem egyezményesen a standard magasság szerinti értéket használják a pilóták és az irányítók. Emelkedéskor a QNH szerint leolvasott átváltási magasság elérésekor a pilóták átállítják a magasságmérőt a QNE értékére (átváltanak), és innentől az előzőekben ismertetett módszer szerint olvassák le a magasságot. Ha az útvonal végén, süllyedéskor ismét elérik a célrepülőtér meghatározott átváltási szintjét, újból a helyi QNH értéket állítják be, amit az ottani repülésirányító közöl a pilótákkal. Az érkező gép tehát beilleszkedik az aktuális nyomásmagassági rendbe, és így megvalósul a folyamatos magassági elkülönítés a magaslégtérben és a célország alacsonyabb légterében is.

## Összefoglalás
Adott tehát egy nyomásérzékeny műszer, amelyet az időjárásból fakadó nyomásváltozás folyamatosan „elállít”. Emellett adott a magassággal egyre csökkenő légnyomás törvényszerűsége. A műszer által kijelzett érték a külső nyomás és a szelencében tárolt belső nyomás viszonyszáma. Az időjárás által okozott változásokat korrigálni szükséges, erre szolgál a nyomás-skálát beállító forgatógomb. Léteznek egyezményes eljárásmódok arra a problémára, hogy megoldott legyen az egyes gépek valós magasságbeli elkülönítése. Ez történhet a tengerszintre vonatkoztatott nyomás szerint, illetve egy általánosan elfogadott nyomásérték szerint. Alacsony repülések esetében a tengerszint szerint a célszerű, mivel a domborzati akadályok magassága is ennek megfelelően van megadva, de ekkor a pilótának folyamatosan korrigálnia kell a műszert a légiirányító által megadott nyomásértékeknek megfelelően. A magaslégtérben egy egyezményes érték szerint folyik a repülés, ahol a gépek tényleges repülési magassága változhat a külső légnyomás változásával (mivel a pilóta tartja a műszer szerint jelzett magasságot), de ez az összes gépre igaz lesz, tehát megmarad közöttük a magasságbeli eltérés.